# VB Stade Laurentin
 (mai 2019).
Si vous disposez d'ouvrages ou d'articles de référence ou si vous connaissez des sites web de qualité traitant du thème abordé ici, merci de compléter l'article en donnant les références utiles à sa vérifiabilité et en les liant à la section « Notes et références ».
Maillots
Le VolleyBall Stade Laurentin est un club féminin de volley-ball basé à Saint-Laurent-du-Var qui évolue en Élite féminine depuis la saison 2018-2019.

## Historique du club
Crée en 1964, le Volley Ball Stade Laurentin (VBSL) compte aujourd’hui près de 200 licenciés.  
L'équipe première féminine évolue en championnat Élite, et l'équipe première masculine évolue en Nationale 3.  

## Présidents du club
Depuis sa création, le club a connu trois présidents :
- Paul Hablot de 1964 à 1999
- Yves Iota de 1999 à 2003
- Gérard Rémond depuis 2003

## Palmarès du club
Depuis 2018, année de l’accession en Élite F, l’équipe du VBSL a remporté son maintien dans la division.
- Saison 2013-2014 : 1re de R1, Accession en N3 F
- Saison 2014-2015 : 1re de N3 F A, Accession en Nationale 2F
- Saison 2015-2016 : 4e de Nationale 2F
- Saison 2016-2017 : 2e de Nationale 2F
- Saison 2017-2018 : 1re de Nationale 2F, Accession en Élite F
- Saison 2018-2019 : 11e de Élite F
- Saison 2019-2020 : 13e de Élite F *Saison interrompue pour cause de COVID 19

## Effectifs

### Saison 2020-2021
| No                         | Nom                        | Date de naissance          | Taille                         | Poids                          | Poste                          | Club précédent                        |
| -------------------------- | -------------------------- | -------------------------- | ------------------------------ | ------------------------------ | ------------------------------ | ------------------------------------- |
| 1                          | Lisa Lecouls               | 18 décembre 1997           | 181                            |                                | Centrale                       | Volley-Ball Nantes                    |
| 2                          | Cyrielle Morrone           | 1er janvier 1992           | 183                            |                                | Passeuse                       | Antibes                               |
| 3                          | Hana Novotni Kašić         | 5 juin 1992                | 178                            |                                | Passeuse                       | Volley Club harnésien                 |
| 4                          | Romane Imbert              | 1er janvier 1997           | 175                            |                                | Réceptionneuse-attaquante      | Stella Étoile sportive Calais         |
| 8                          | Julie Hanon                | 20 août 1997               | 185                            |                                | Attaquante                     | Modal Charleroi Volley                |
| 9                          | Giorgia Sartorelli         | 26 mai 1994                | 176                            |                                | Centrale                       | CEP Poitiers Saint-Benoît Volley-Ball |
| 10                         | Julia Hoff                 | 19 février 1991            | 164                            |                                | Libero                         | AS Monaco                             |
| 11                         | Anaïs Poulain              | 17 juin 2000               | 180                            |                                | Réceptionneuse-attaquante      | RC Cannes                             |
| 12                         | Sherley Lanimarac          | 27 octobre 1993            | 178                            |                                | Centrale                       | VB Romanais                           |
| 13                         | Loana Berty                | 4 septembre 1999           | 183                            |                                | Réceptionneuse-attaquante      | Saint-Raphaël Var Volley-Ball         |
| 19                         | Marie Salbot               | 24 novembre 1996           | 188                            |                                | Attaquante                     | SRD Saint Dié                         |
|                            |                            |                            |                                |                                |                                |                                       |
| Encadrement technique      | Encadrement technique      |                            | Légende                        | Légende                        | Légende                        |                                       |
| Entraîneur :               | Entraîneur :               | Entraîneur :               | : Capitaine                    | : Capitaine                    | : Capitaine                    |                                       |
| Entraîneur(s) adjoint(s) : | Entraîneur(s) adjoint(s) : | Entraîneur(s) adjoint(s) : | : Joueuse blessée actuellement | : Joueuse blessée actuellement | : Joueuse blessée actuellement |                                       |